# 李仁港
李仁港（1960年—）是香港電影導演、編劇及美術指導，曾執導《阿虎》、《三國之見龍卸甲》等影片。

## 早年生活
李仁港，1960年生于香港，於鑽石山長大。10歲起，隨國畫家范子登學習國畫及書法。他小學時也學柔道，更在中二時得過學界季軍。
1984年，李畢業於加拿大溫莎大學，主修大眾傳播、副修藝術。

## 事业
1984年，李回港加入亞洲電視成為助理編導，很快便升任導演。他第一齣執導的劇集是李賽鳳主演的《魅力九龍塘》。
1986年李離開亞視，替許鞍華的《書劍恩仇錄》當副導演，又當過其他電影的美術指導。
1992年，李加入無線電視，以武俠劇成名。他憑作品《九陰真經》獲得New York Film Festival頒發的電視製作獎。
1994年翻拍張徹《獨臂刀》後，獲張徹讚賞為「新一代最重要的武俠電影導演」。同時，徐克亦賞識他的作品，邀請他拍攝《黑俠》，由李連杰及劉青雲主演。
2008年，他與領匯合作組織書法班，免費教授低收入家庭的兒童。
2010年及2011年，李拍了《錦衣衛》及《鴻門宴》，贏得票房和好評。
2016年执导的《盗墓笔记》在中国大陆取得10亿元人民币的票房。

## 電視作品
- 亞視《霍東閣》（助導）
- 亞視《十二金牌》（助導）
- 亞視《武則天》（助導）
- 亞視《萍蹤俠影錄》（助導）
- 亞視《天涯明月刀》（助導）
- 亞視《三世人》（統籌）
- 亞視《魅力九龍塘》（編導）
- 亞視《通靈》（編導）
- 亞視《九月鷹飛》（編導）
- 無線《中神通王重陽》（編導）
- 無線《怒火羔羊》（編導）
- 無線《射鵰英雄傳之九陰真經》（編導）

## 執導電影
- 《94獨臂刀之情》（1994年）
- 《黑俠》（1996年）
- 《我愛你》（1998年）
- 《星月童話》（1999年）
- 《陸小鳳》（2000年）
- 《阿虎》（2000年）
- 《少年阿虎》（2003年）
- 《猛龍》（2005年）
- 《三國之見龍卸甲》（2008年）
- 《錦衣衛》（2010年）
- 《鴻門宴》（2011年）
- 《天将雄师》（2015年）
- 《盗墓笔记》（2016年）[8]
- 《攀登者》（2019年）
- 《青面修罗》（2022年）

## 監製電影
- 《老男孩之猛龙过江》（2014年）

## 編劇
- 《94獨臂刀之情》（1994年）
- 《阿虎》（2000年）
- 《猛龍》（2005年）
- 《三國之見龍卸甲》（2008年）
- 《錦衣衛》（2010年）
- 《诛仙》（2019年）
- 《青面修罗》（2022年）

## 美術指導
- 《今夜星光燦爛》（1988年）
- 《三國之見龍卸甲》（2008年）
- 《鴻門宴》（2011年）

## 獎項
- 1989年香港電影金像獎：最佳美術指導《今夜星光燦爛》（提名）
- 2009年亞洲電影大獎：最佳美術指導《三國之見龍卸甲》（獲獎）

## 外部連結
- 李仁港在香港影庫上的簡介
- 李仁港在互联网电影资料库（IMDb）上的資料（英文）
- 李仁港在豆瓣上的资料（简体中文）
- 李仁港在时光网上的簡介（简体中文）